# 담 푸크트

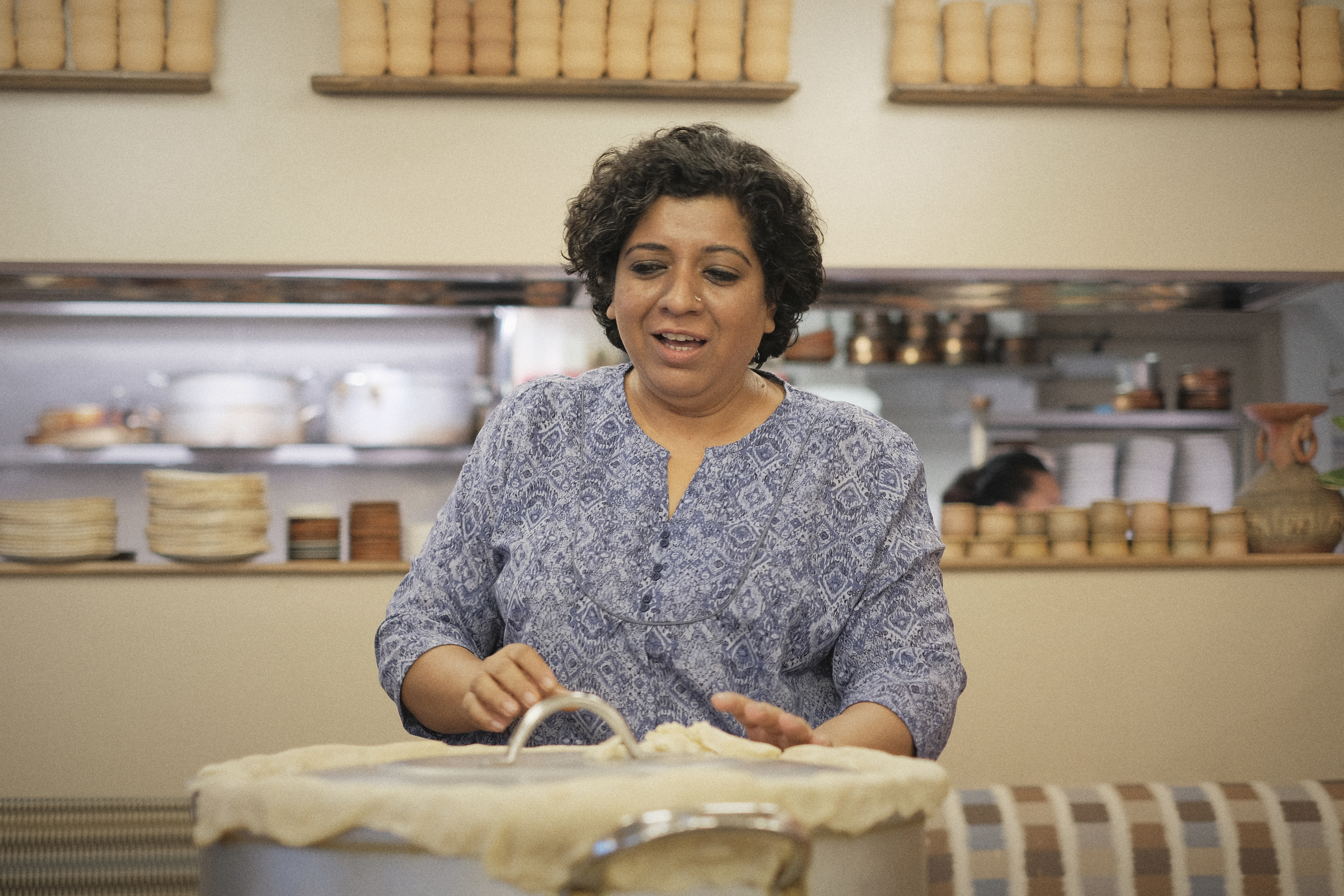
담 푸크트 방식으로 조리 중인 비리아니

담 푸크트(힌디어: दम पुख्त, 우르두어: دم پخت)는 남아시아 북부의 조리법이다. 고기나 채소 등을 한디 등의 냄비에 담고, 뚜껑을 닫은 다음 냄비와 뚜껑 사이의 틈을반죽으로 막아 증기가 빠져나가지 못하도록 한 후 약한 불에서 오래 익히는 방식으로, 분할 이전 인도에서 나와브 아사프우드다울라 시기(1748~1797)에 발달했다. 어원은 페르시아어 "담 포흐트(دم پختک)"이다. "담(دم)"은 "약한 불에서 조리하는 것"을 뜻하며, "포흐트(پختک)"는 "조리 과정"을 뜻한다.